# Єкатерина
Єкатери́на (рос. Екатерина) — присілок у складі Котельницького району Кіровської області, Росія. Входить до складу Карпушинського сільського поселення.
Населення становить 173 особи (2010, 308 у 2002).
Національний склад станом на 2002 рік — росіяни 94 %.